# Valdemar Bøggild
Valdemar Jensen Bøggild, född 30 september 1883, död 2 juli 1943, var en dansk gymnast.
Bøggild tävlade för Danmark vid olympiska sommarspelen 1912 i Stockholm, där han var med och tog silver i lagtävlingen i svenskt system. 